# Allika (Hiiumaa)
Koordinaten: 58° 51′ N, 22° 47′ O
Allika ist ein Dorf (estnisch küla) in der Landgemeinde Hiiumaa (bis 2017: Landgemeinde Käina). Es liegt auf der zweitgrößten estnischen Insel Hiiumaa (deutsch Dagö).
Allika hat 26 Einwohner (Stand 31. Dezember 2011). Der Ort liegt nördlich des Dorfes Käina.

## Persönlichkeiten
Berühmtester Sohn des Ortes ist der estnische Dirigent Jaan Kääramees (1921–1968), der in Allika geboren wurde. Er war von 1954 bis  1958 Direktor des Konzert- und Opernhauses Estonia in Tallinn. Käramees leitete die estnischen Sängerfeste der Jahre 1950, 1955, 1960 und 1965.